# ノー・エスケイプ
『ノー・エスケイプ』（原題: No Escape）は、マーティン・キャンベル監督による1994年のアメリカ映画。原作はリチャード・ハーレイの小説『流刑地サートからの脱出』である。

## あらすじ
2022年、海軍大佐ロビンスは上官殺しの罰として民営刑務所・第6重罪刑務所に入所する。彼は入所早々所長に歯向かい、今度はアブソロムという監獄島へ移送された。
来て早々、ロビンスはマリク率いる囚人集団・アウトサイダーに襲われ、インサイダーという別の囚人集団にかくまわれる。インサイダーの代表・ファーザーはロビンスに定住を勧める。ロビンスは戦争中に上官の命令で民間人を殺した過去を公表したいという考えから、それを辞退しつつも、インサイダーと親しくなっていった。また、ファーザーたちも脱獄の準備を進めていたものの、厳重な監視をかいくぐるためには、マリクが持つ機材を使うしかなかった。ある日、彼はインサイダーへ協力を申し出、アウトサイダーから機材を手に入れる。アウトサイダーからの報復攻撃が展開されたものの、ロビンスはマリクを撃破す。そして、アブソロムの所長がこれに気づいて鎮圧しようするが、ロビンスたちは盗んだヘリコプターで逃げていった。

## キャスト
| 役名         | 俳優                     | 日本語吹替                             | 日本語吹替                                        |
| 役名         | 俳優                     | ソフト版                               | テレビ東京版                                      |
| ------------ | ------------------------ | -------------------------------------- | ------------------------------------------------- |
| ロビンス     | レイ・リオッタ           | 大塚芳忠                               | 山路和弘                                          |
| ファーザー   | ランス・ヘンリクセン     | 納谷悟朗                               | 滝田裕介                                          |
| マリク       | スチュアート・ウィルソン | 池田勝                                 | 内海賢二                                          |
| ケイシー     | ケヴィン・ディロン       | 平田広明                               | 森川智之                                          |
| ステファーノ | ケヴィン・J・オコナー    | 江原正士                               | 星野充昭                                          |
| キリアン     | ドン・ヘンダーソン       | 塚田正昭                               | 峰恵研                                            |
| キング       | イアン・マクニース       | 茶風林                                 | 塩屋浩三                                          |
| ダイサート   | ジャック・シェパード     | 田原アルノ                             | 牛山茂                                            |
| 刑務所長     | マイケル・ラーナー       | 飯塚昭三                               | 玄田哲章                                          |
| ホーキンス   | アーニー・ハドソン       | 大塚明夫                               | 小山力也                                          |
| その他       |                          | 辻親八 宝亀克寿 古田信幸 大川透 稲葉実 | 堀川仁 斎藤志郎 手塚秀彰 長島雄一 高瀬右光 中博史 |
|              |                          |                                        |                                                   |
| 演出         |                          | 高橋剛                                 | 高橋剛                                            |
| 翻訳         |                          | 井場洋子                               | 峯間貴子                                          |
| 調整         |                          | 阿部佳代子                             | 重光秀樹                                          |
| プロデュース |                          | 吉岡美惠子                             |                                                   |
| 担当         |                          | 神部宗之 菊地由香                      |                                                   |
| 効果         |                          |                                        | リレーション                                      |
| 制作         |                          | 東北新社                               | ケイエスエス                                      |
| 初回放送     |                          |                                        | 1999年9月30日 『木曜洋画劇場』                    |